# 13434 Adamquade
13434 Adamquade è un asteroide della fascia principale. Scoperto nel 1999, presenta un'orbita caratterizzata da un semiasse maggiore pari a 2,4074203 UA e da un'eccentricità di 0,1810651, inclinata di 1,96359° rispetto all'eclittica.